# Cercopithèque diane
Cercopithecus diana · Diane, Capitaine
Pour les articles homonymes, voir Diane et Capitaine.
Espèce
Statut de conservation UICN

 EN  : En danger
Statut CITES
Le Cercopithèque diane (Cercopithecus diana) est un primate appartenant à la famille des Cercopithecidae.
Cette espèce, comme d'autres primates herbivores ou omnivores joue un rôle important dans la dispersion des graines (Zoochorie)) et la régénération forestière.

## Dénominations
Il est parfois appelé simplement Diane ou Capitaine.

## Description
C’est un singe à longue queue, dont le corps fait entre 40 et 60 cm de long (seuls les mâles dépassent couramment les 50 cm). La queue, plus longue, peut atteindre 80 cm. Le ‘poids’ des femelles oscille entre 2 et 3,5 kg et celui des mâles entre 3,5 et 8 kg. Les membres sont longs, graciles et donnent une certaine agilité. La face est noire, au milieu d’un espace blanc qui se poursuit sur le cou, la poitrine, le ventre et le haut des cuisses. La queue, les flancs et l’avant du dos sont gris sombre. L’arrière du dos et des cuisses est d’une couleur différente. Pour la sous-espèce C. d. diana, c’est un brun-roux et pour C. d. roloway, c’est un brun jaune, voir un jaune paille atténué sur l’arrière des cuisses. Notons aussi que chez la seconde sous-espèce, la zone noire de la face est bien cerclée de blanc, alors que chez la première, le gris sombre de la partie avant du dos la rejoint presque. La distinction reste un peu délicate et certains soutiennent par contre qu’il s’agit de 2 espèces distinctes,. Le cri du mâle est une volée de toux résonnante terminée en un « pyow » explosif. Ils évoluent en bandes de 6 à 8 femelles avec leurs petits, accompagnées d'un mâle adulte territorial, pour un total d’environ 10-30 individus le plus souvent. C’est le mâle dominant qui donne la majorité des indications au groupe, en lançant des cris d’alertes et de déplacement. L’espèce est essentiellement frugivore et granivore. 

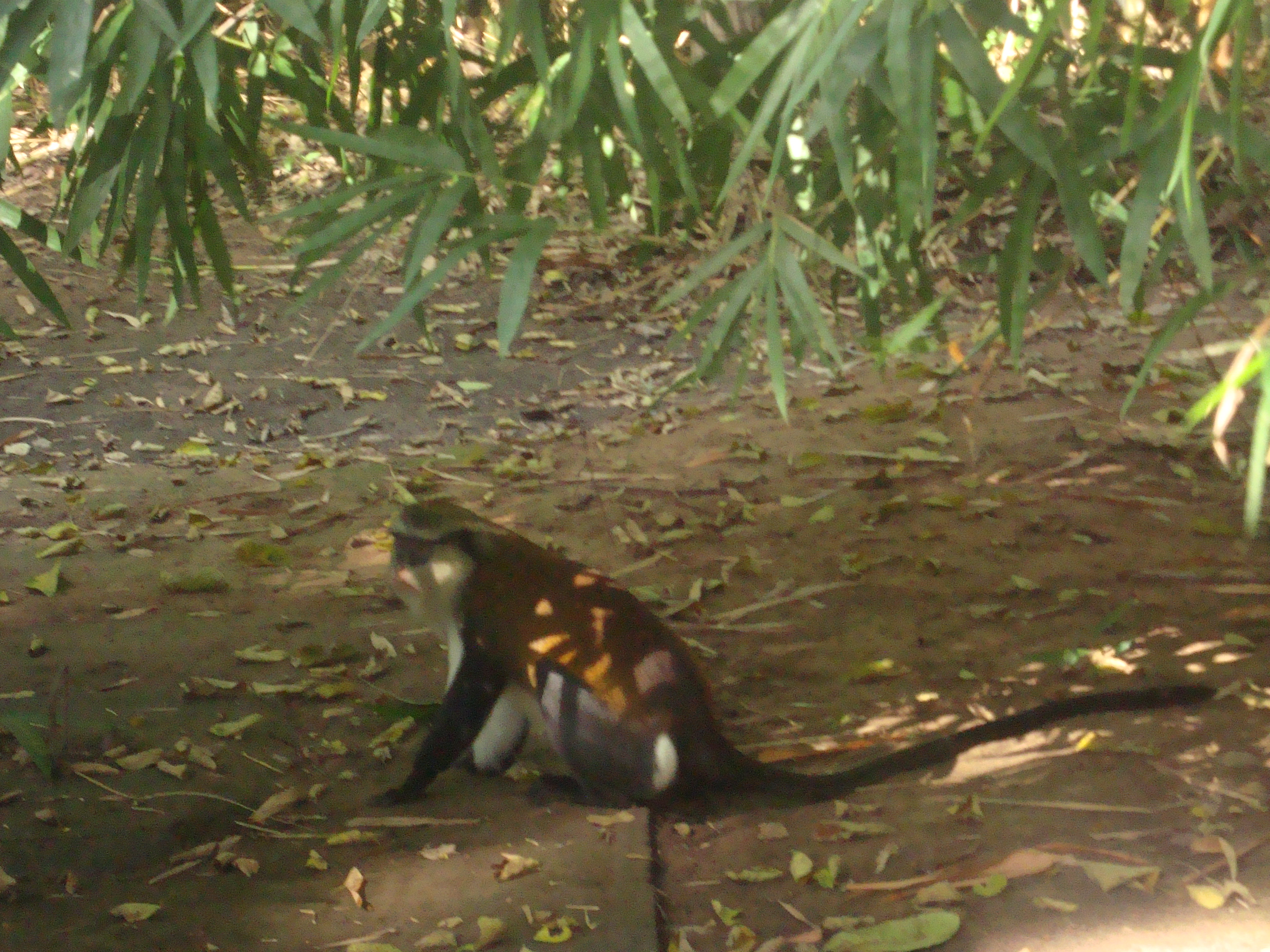
Cercopithèque Diane, Ghana

## Répartition et habitat
Cette espèce est présente en Guinée, au Sierra Leone, au Liberia, en Côte d'Ivoire et au Ghana. On considère que C. d. diana est présent depuis la Guinée jusqu'à la Côte d’Ivoire et que C. d. roloway est présente depuis la Côte d'Ivoire jusqu’au Ghana. L’espèce est largement disposée autour des grands fleuves qui traversent des forêts humides tropicales à canopée ininterrompue,. Elle préfère les forêts hautes et denses. On peut à priori croiser les deux espèces en forêts de Dodo ou de Taï.

Répartition du cercopithèque diane

## État des populations, pressions, menaces
C'est une espèce en voie de régression (classée en danger d'extinction sur la liste rouge des espèces menacées de l'UICN, à la suite de la déforestation, fragmentation des forêts et au braconnage. Même dans les parcs nationaux tels que le Parc national de Taï qui abrite le plus grand des habitats relictuels de cette espèce, ce singe n'est pas épargné par le braconnage. À la différence d'autres espèces, il montre une certaine capacité d'adaptation (en se cachant mieux et en fuyant l'Homme).
Notons que l'UICN, considérant les deux sous-espèces comme des espèces à part entière, propose que Cercopithecus roloway soit classée en danger critique d'extinction.